# Aja (namn)
Aja är ett samiskt kvinnonamn som betyder 'kallkälla'.
Den 31 december 2017 fanns det totalt 121 kvinnor folkbokförda i Sverige med namnet Aja, varav 83 bar det som tilltalsnamn.
Namnsdag i Sverige: saknas

Namnsdag i Finland (finlandssvenska namnlängden): saknas

## Personer med namnet Aja
- Aja Rodas-Evrén, finländsk skådespelare